# Работодателска организация
Работодателска организация или работодателска асоциация е асоциация от работодатели, обикновено от определен сектор на икономиката. Работодателските организации имат за цел да подпомагат интересите на техните компании-членки в преговорите им със синдикатите и друг път с правителствени организации, и т.н.
Ролята и позицията на работодателските организации варира от страна до страна, в зависимост от икономическата система на дадената страна. Работодателските организации често са в контраст с профсъюзите, които организират работещите.
В страни с англосаксонска икономическа система (като САЩ), където няма индустриализирана кооперативно взаимодействие между работодателски организации, профсъюзи и управление, работодателските организации са лобиращи с цел повлияване на държавната политика. В тези страни работодателските организации са относително слаби като влияние като много от техните функции са поемани от индустриалните търговски асоциации, които в общи линии действат в ролята на ПР организации.
В страни със социална пазарна икономика, като Австралия, Швеция и Холандия (в това число като работещ модел и България), работодателските организации са част от системата за индустриализирани обсъждания и разисквания, заедно с правителството и профсъюзите. При тези тристранни обсъждания и „пазарене“, т.нар. социални партньори правят договорености по теми като ценовите нива, увеличение на заплатите, нива на данъци и пенсионно осигуряване. В страните от този тип икономически модел, колективното договаряне е често на национално ниво, а не на ниво една корпорация и конкретен профсъюз, но на ниво работодателска организация и национални профсъюзи.